# Ponyboi
Ponyboi ist ein US-amerikanischer Spielfilm von Esteban Arango aus dem Jahr 2024. Die Uraufführung des Thrillers mit River Gallo in der Titelrolle fand im Januar 2024 beim 40. Sundance Film Festival statt. Dort wurde das Werk in den US-amerikanischen Spielfilmwettbewerb eingeladen. Es basiert auf einem gleichnamigen Kurzfilm aus dem Jahr 2019.

## Handlung
Valentinstag in New Jersey: Nachdem ein Drogendeal gescheitert ist, muss Ponyboi – eine junge intergeschlechtliche Person, die sich ihren Lebensunterhalt unter anderem mit Sexarbeit verdient – fliehen. Gejagt von einer Meute, muss sie sich dabei ihrer eigenen Vergangenheit stellen.

## Hintergrund
Es handelt sich um den zweiten Spielfilm des kolumbianisch-amerikanischen Filmemachers Esteban Arango. Sein Erstlingswerk Blast Beat war 2020 beim Sundance Film Festival uraufgeführt worden. Die Hauptrolle übernahm River Gallo und zeichnete ebenso als Schöpfer des Drehbuchs und an der Produktion des Films verantwortlich. Ponyboi basiert auf dem gleichnamigen preisgekrönten Kurzfilm von Gallo und Sadé Clacken Joseph. Die Produktion, die Stephen Fry, Emma Thompson und Seven Graham finanziell unterstützten, wurde beim Tribeca Film Festival 2019 veröffentlicht.

## Veröffentlichung und Rezeption
Ponyboi wurde am 20. Januar 2024 im Rahmen des Sundance Film Festivals uraufgeführt. Im Online-Katalog priesen die Veranstalter das Werk als „bombastische, kantige und kitschige Achterbahnfahrt“ an. Die „neongetränkte Geschichte“ drehe „das Drehbuch der LGBTQIA+-Heimkehrgeschichte und der klassischen Jersey-Gangstersaga“ um. Momente „voller Action“ und Zärtlichkeit würden sich in den Film abwechseln. Auch wurde die Leistung von River Gallo (Hauptrolle, Drehbuch, Produktion) herausgestellt.

## Auszeichnungen
Ponyboi erhielt beim Sundance Film Festival 2024 eine Einladung in den Wettbewerb um den Großen Preis der Jury für den besten amerikanischen Spielfilm.